# Olympische Sommerspiele 2000/Leichtathletik – 400 m Hürden (Frauen)

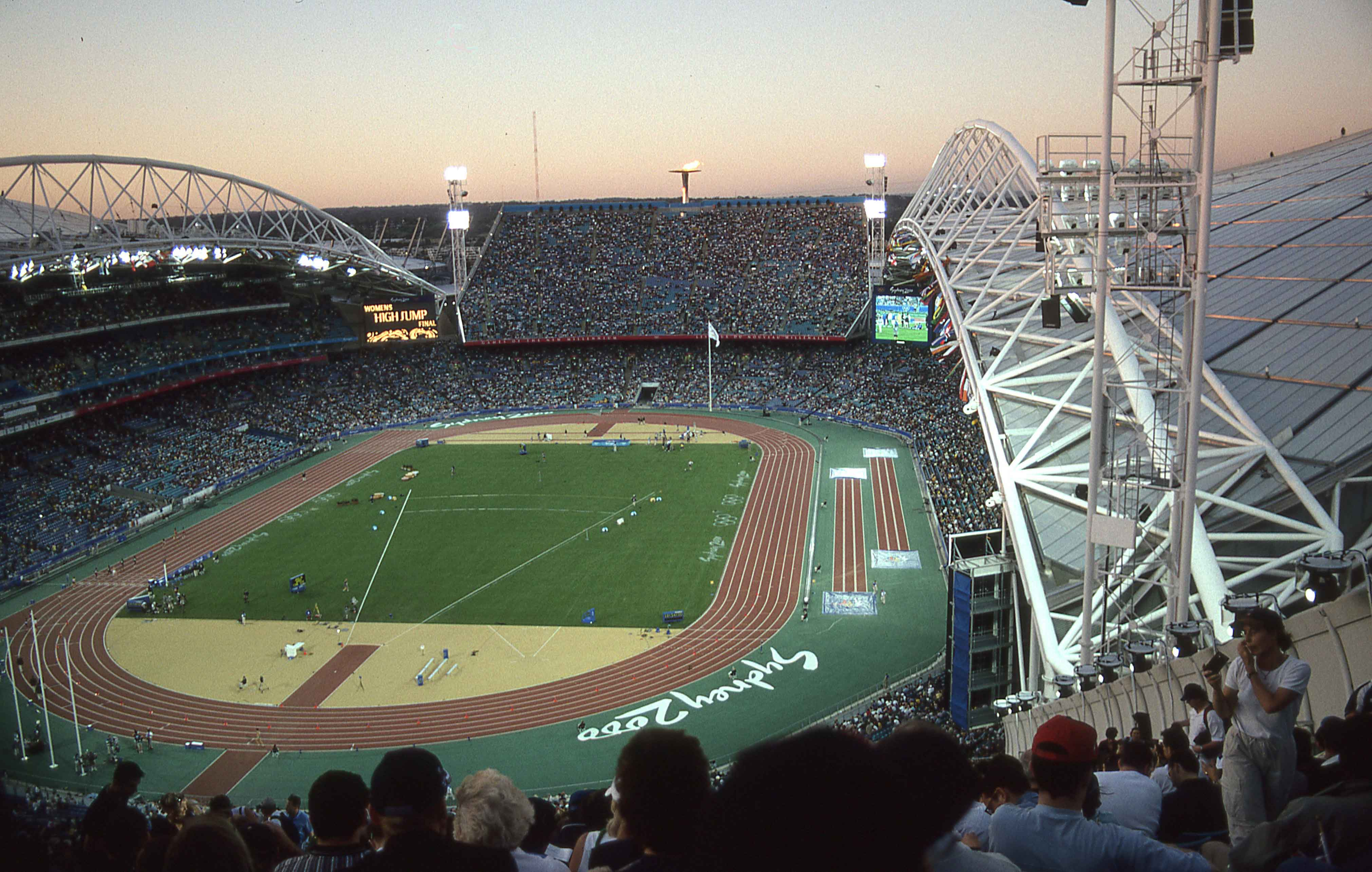
Das frühere ANZ Stadium von Sydney während der Olympischen Spiele 2000

Der 400-Meter-Hürdenlauf der Frauen bei den Olympischen Spielen 2000 in Sydney wurde am 24., 25. und 27. September 2000 im Stadium Australia ausgetragen. 33 Athletinnen nahmen teil.
Olympiasiegerin wurde die Russin Irina Priwalowa. Sie gewann vor der Jamaikanerin Deon Hemmings und der Marokkanerin Nezha Bidouane.
Aus Deutschland nahmen Heike Meißner und Ulrike Urbansky teil. Beide schieden im Halbfinale aus.
Athletinnen aus der Schweiz, Österreich und Liechtenstein nahmen nicht teil.

## Aktuelle Titelträgerinnen
| Olympiasiegerin 1996                      | Deon Hemmings ( Jamaika)            | 52,82 s | Atlanta 1996    |
| Weltmeisterin 1999                        | Daimí Pernía ( Kuba)                | 52,89 s | Sevilla 1999    |
| Europameisterin 1998                      | Ionela Târlea ( Rumänien)           | 53,37 s | Budapest 1998   |
| Panamerikanische Meisterin 1999           | Daimí Pernía ( Kuba)                | 53,44 s | Winnipeg 1999   |
| Zentralamerika und Karibik-Meisterin 1999 | Andrea Blackett ( Barbados)         | 56,87 s | Bridgetown 1999 |
| Südamerika-Meisterin                      | Ana Paula Pereira ( Brasilien)      | 58,06 s | Bogotá 1999     |
| Asienmeisterin 2000                       | Song Yinglan ( Volksrepublik China) | 57,73 s | Jakarta 2000    |
| Afrikameisterin 2000                      | Mame Tacko Diouf ( Senegal)         | 57,48 s | Algier 2000     |
| Ozeanienmeisterin 2000                    | Mary-Estelle Kapalu ( Vanuatu)      | 60,62 s | Adelaide 2000   |

## Bestehende Rekorde
| Weltrekord         | 52,61 s | Kim Batten ( USA)        | Göteborg, Schweden     | 11. August 1995 |
| Olympischer Rekord | 52,82 s | Deon Hemmings ( Jamaika) | Finale OS Atlanta, USA | 31. Juli 1996   |

Der bestehende olympische Rekord wurde bei diesen Spielen nicht erreicht. Die schnellste Zeit erzielte die russische Olympiasiegerin Irina Priwalowa mit 53,02 s im Finale am 27. September. Den Olympiarekord verfehlte sie damit um genau zwei Zehntelsekunden. Zum Weltrekord fehlten ihr 41 Hundertstelsekunden.

## Vorrunde
Insgesamt wurden fünf Vorläufe absolviert. Für das Halbfinale qualifizierten sich pro Lauf die ersten zwei Athletinnen. Darüber hinaus kamen die sechs Zeitschnellsten, die sogenannten Lucky Loser, weiter. Die direkt qualifizierten Läuferinnen sind hellblau, die Lucky Loser hellgrün unterlegt.
Anmerkung: Alle Zeitangaben sind auf Ortszeit Sydney (UTC+10) bezogen.

### Vorlauf 1
24. September 2000, 19:15 Uhr
| Platz | Name                | Nation         | Zeit (s) |
| ----- | ------------------- | -------------- | -------- |
| 1     | Nezha Bidouane      | Marokko        | 55,38    |
| 2     | Kim Batten          | USA            | 55,28    |
| 3     | Andrea Blackett     | Barbados       | 56,31    |
| 4     | Sinead Dudgeon      | Großbritannien | 57,82    |
| 5     | Mary-Estelle Kapalu | Vanuatu        | 62,68    |
| DNF   | Natalja Tschulkowa  | Russland       |          |
| DNS   | Karlene Haughton    | Kanada         |          |

### Vorlauf 2
24. September 2000, 19:22 Uhr
| Platz | Name                    | Nation         | Zeit (s) |
| ----- | ----------------------- | -------------- | -------- |
| 1     | Daimí Pernía            | Kuba           | 55,53    |
| 2     | Heike Meißner           | Deutschland    | 55,58    |
| 3     | Tasha Danvers           | Großbritannien | 55,68    |
| 4     | Julija Nosowa           | Russland       | 56,11    |
| 5     | Catherine Scott-Pomales | Jamaika        | 56,17    |
| 6     | Tetjana Debela          | Ukraine        | 57,33    |
| 7     | Cherry                  | Myanmar        | 60,81    |

Die Deutsche Heike Meißner wurde direkt nach dem Rennen zunächst disqualifiziert. Dem Protest der deutschen Mannschaft wurde nach der Videoauswertung stattgegeben, Meißner wurde wieder auf Platz zwei gewertet.

### Vorlauf 3

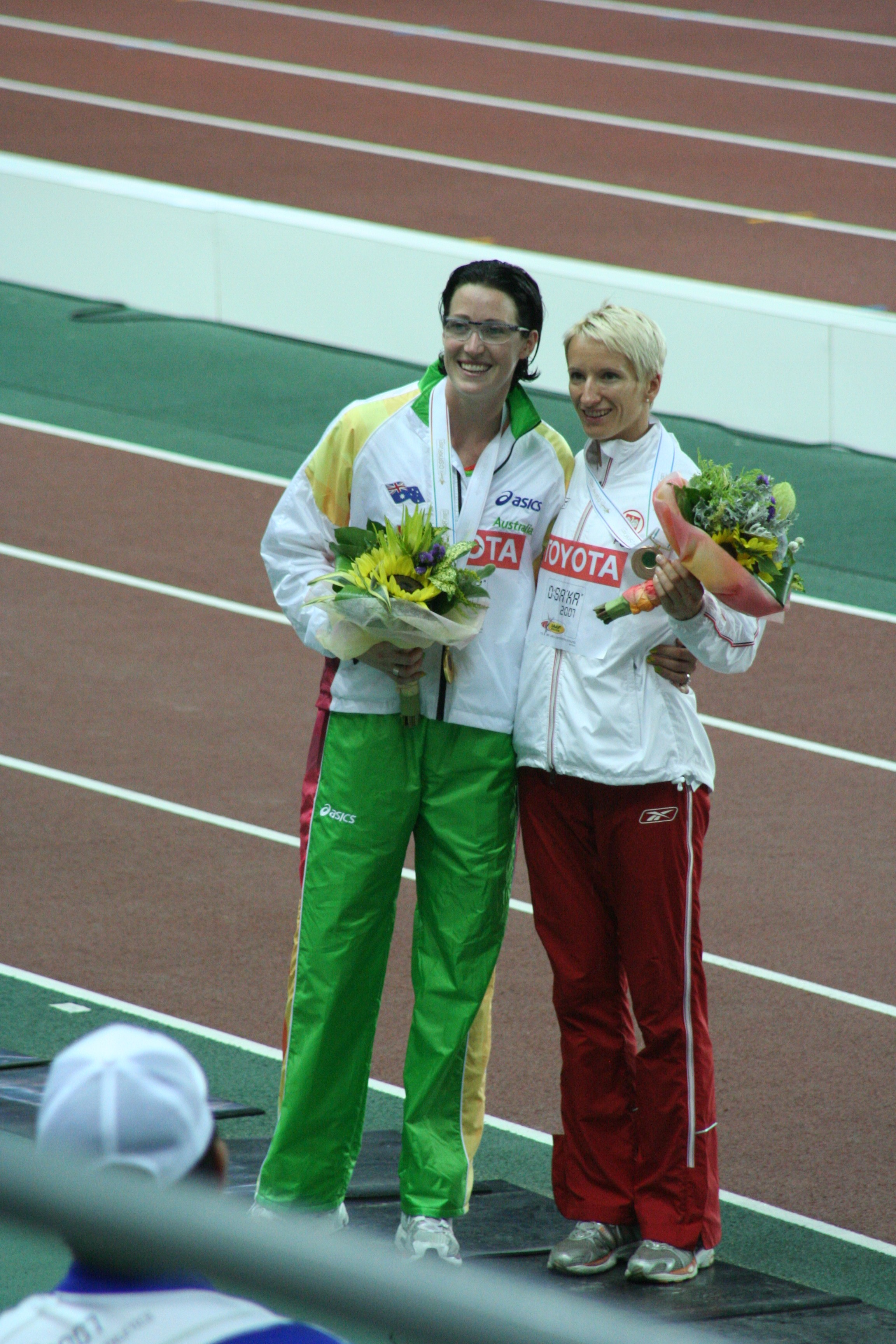
Die Plätze drei für Jana Pittman (links) und vier für Anna Olichwierczuk (rechts) – hier in einer Aufnahme von 2007 – reichten nicht für das Weiterkommen

24. September 2000, 19:29 Uhr
| Platz | Name                           | Nation     | Zeit (s) |
| ----- | ------------------------------ | ---------- | -------- |
| 1     | Deon Hemmings                  | Jamaika    | 55,44    |
| 2     | Tetjana Tereschtschuk-Antipowa | Russland   | 56,27    |
| 3     | Jana Pittman                   | Australien | 56,76    |
| 4     | Anna Olichwierczuk             | Polen      | 57,36    |
| 5     | Monika Niederstätter           | Italien    | 58,02    |
| 6     | Mame Tacko Diouf               | Senegal    | 58,65    |

### Vorlauf 4

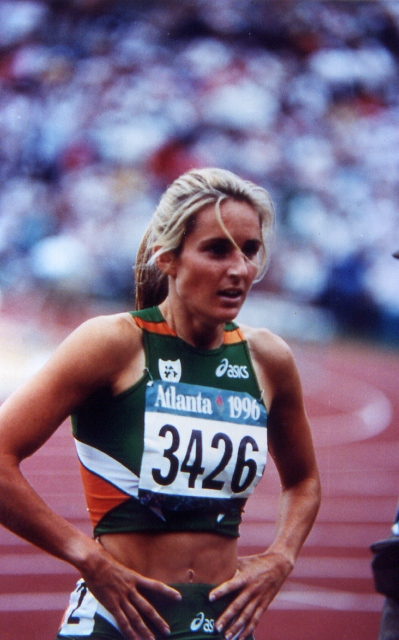
Susan Smith-Walsh – ausgeschieden als Vierte des vierten Vorlaufs

24. September 2000, 19:36 Uhr
| Platz | Name                 | Nation       | Zeit (s) |
| ----- | -------------------- | ------------ | -------- |
| 1     | Sandra Glover        | USA          | 55,76    |
| 2     | Ulrike Urbansky      | Deutschland  | 55,93    |
| 3     | Natalja Torschina    | Kasachstan   | 56,38    |
| 4     | Susan Smith-Walsh    | Irland       | 57,08    |
| 5     | Irēna Žauna          | Lettland     | 57,79    |
| 6     | Lauren Poetschka     | Australien   | 58,06    |
| 7     | Chrysoula Goudenoudi | Griechenland | 61,59    |

### Vorlauf 5
24. September 2000, 19:43 Uhr
| Platz | Name                | Nation     | Zeit (s) |
| ----- | ------------------- | ---------- | -------- |
| 1     | Irina Priwalowa     | Russland   | 55,89    |
| 2     | Guðrún Arnardóttir  | Island     | 56,30    |
| 3     | Ionela Târlea       | Rumänien   | 56,40    |
| 4     | Tonja Buford-Bailey | USA        | 57,02    |
| 5     | Keri Maddox         | Guyana     | 57,44    |
| 6     | Stephanie Price     | Australien | 58,81    |
| 7     | Patrina Allen       | Jamaika    | 59,36    |

## Halbfinale
Für das Finale qualifizierten sich pro Lauf die ersten drei Athletinnen. Darüber hinaus kamen die zwei Zeitschnellsten, die sogenannten Lucky Loser, weiter. Die direkt qualifizierten Läuferinnen sind hellblau, die Lucky Loser hellgrün unterlegt.

### Lauf 1

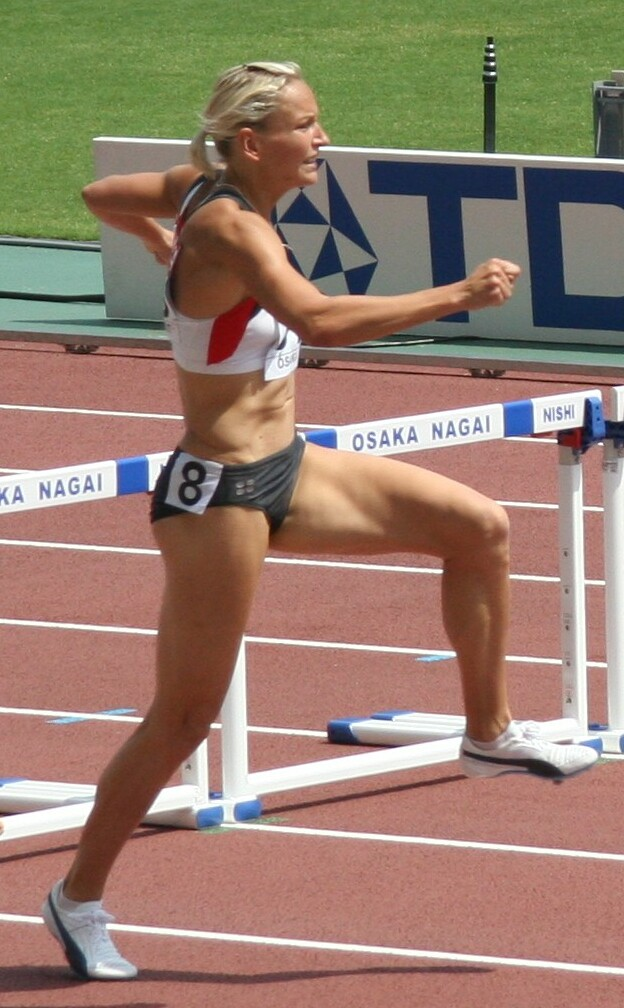
Ulrike Urbansky – ausgeschieden als Vierte des ersten Halbfinals
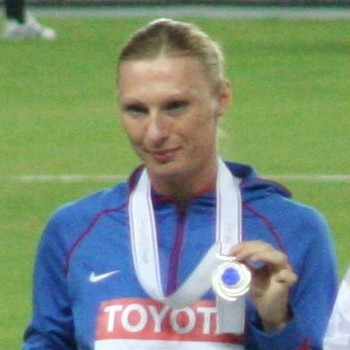
Julija Nosowa, spätere Petschonkina, erreichte als Achte des ersten Semifinals nicht den Endlauf

25. September 2000, 19:15 Uhr
| Platz | Name              | Nation         | Zeit (s) |
| ----- | ----------------- | -------------- | -------- |
| 1     | Deon Hemmings     | Jamaika        | 54,00    |
| 2     | Daimí Pernía      | Kuba           | 54,92    |
| 3     | Tasha Danvers     | Großbritannien | 54,95    |
| 4     | Ulrike Urbansky   | Deutschland    | 55,23    |
| 5     | Heike Meißner     | Deutschland    | 55,73    |
| 6     | Kim Batten        | USA            | 55,73    |
| 7     | Natalja Torschina | Kasachstan     | 56,22    |
| 8     | Julija Nosowa     | Russland       | 56,58    |

### Lauf 2

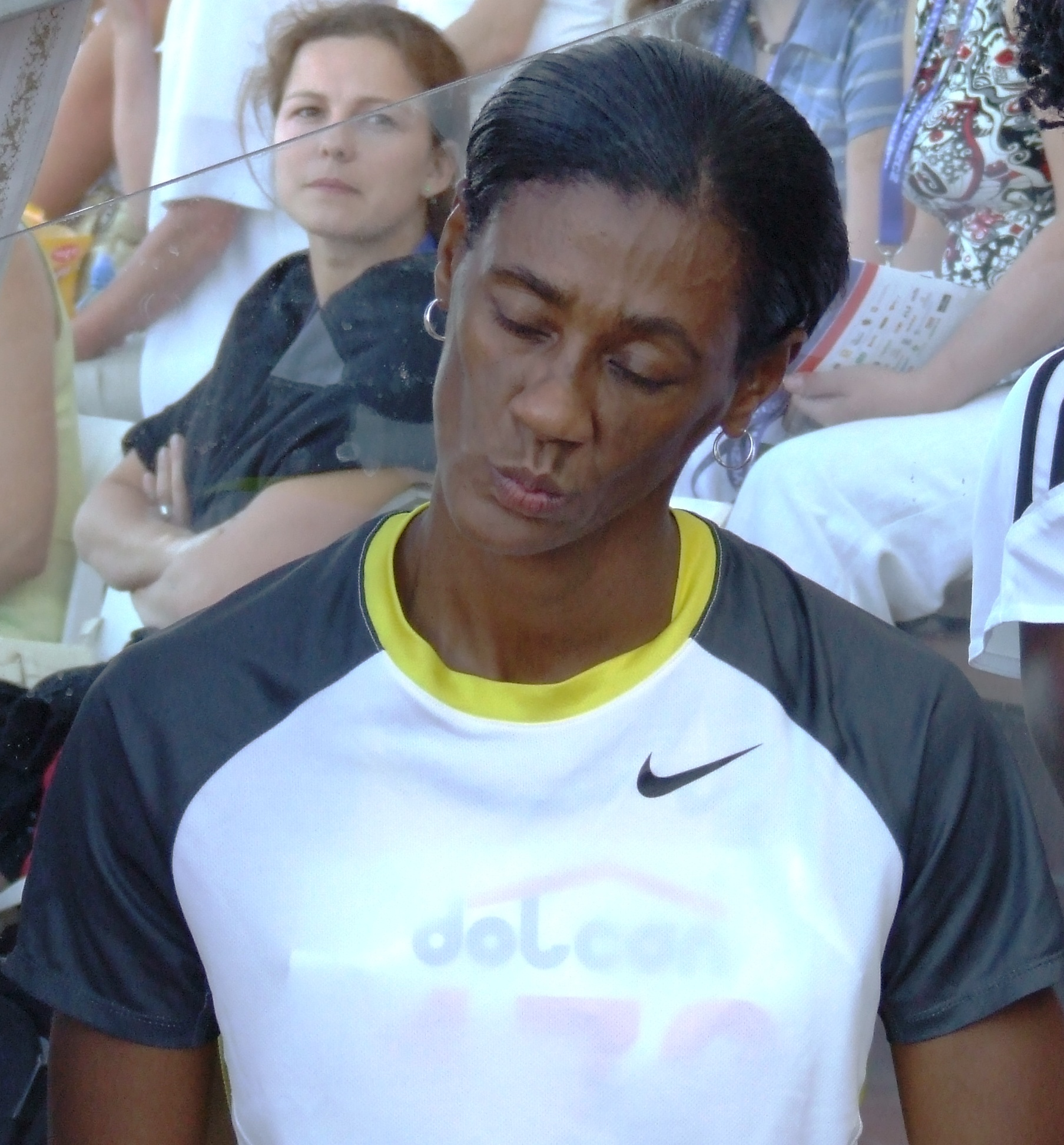
Sandra Glover – ausgeschieden als Sechste des zweiten Halbfinals
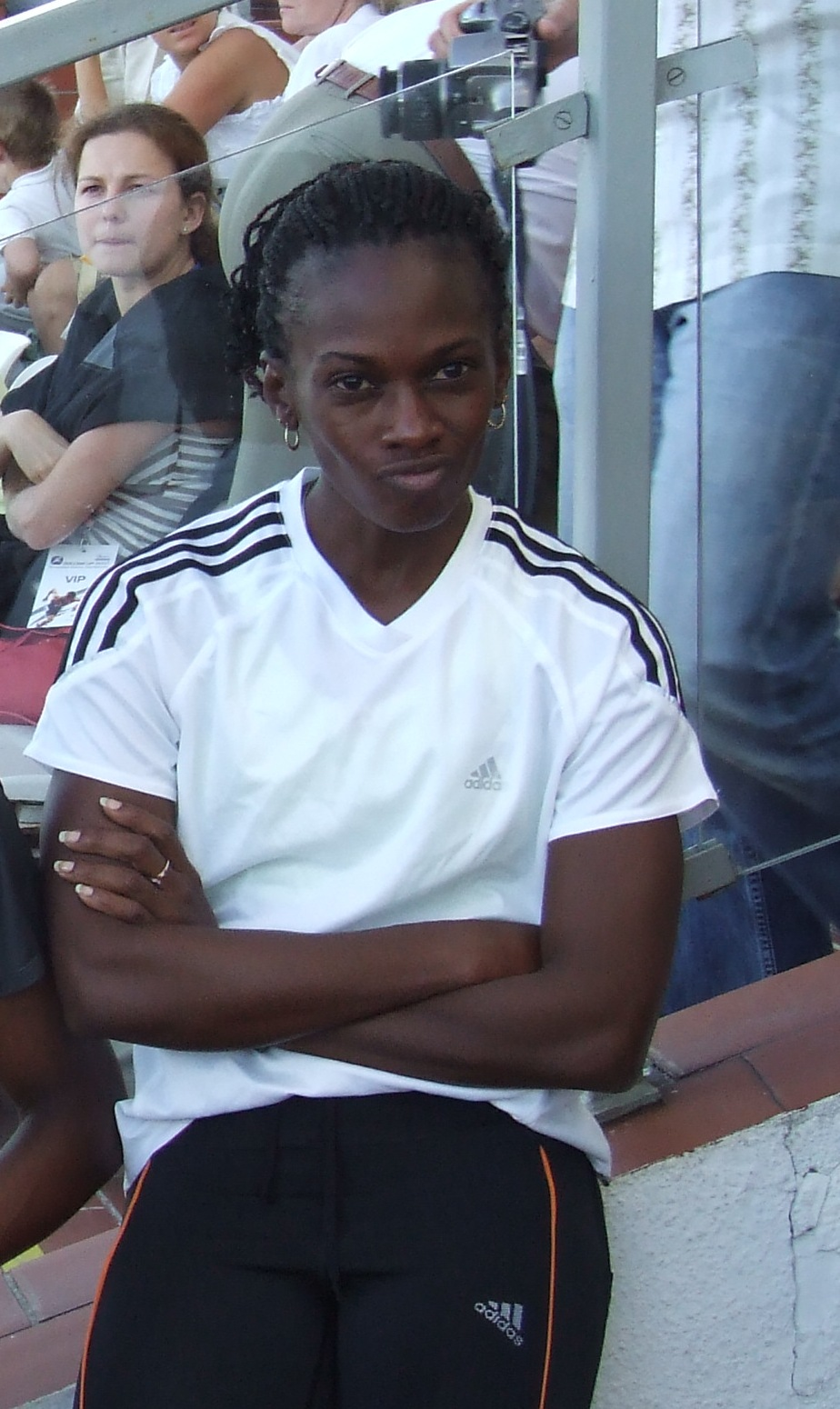
Andrea Blackett – ausgeschieden als Siebte des zweiten Halbfinals

25. September 2000, 19:23 Uhr
| Platz | Name                           | Nation   | Zeit (s) |
| ----- | ------------------------------ | -------- | -------- |
| 1     | Irina Priwalowa                | Russland | 54,02    |
| 2     | Nezha Bidouane                 | Marokko  | 54,19    |
| 3     | Tetjana Tereschtschuk-Antipowa | Ukraine  | 54,25    |
| 4     | Ionela Târlea                  | Rumänien | 54,70    |
| 5     | Guðrún Arnardóttir             | Island   | 54,82    |
| 6     | Sandra Glover                  | USA      | 54,98    |
| 7     | Andrea Blackett                | Barbados | 55,30    |
| 8     | Catherine Scott-Pomales        | Jamaika  | 55,78    |

## Finale
27. September 2000, 20:55 Uhr
| Platz | Name                           | Nation         | Zeit (s) |
| ----- | ------------------------------ | -------------- | -------- |
| 1     | Irina Priwalowa                | Russland       | 53,02    |
| 2     | Deon Hemmings                  | Jamaika        | 53,45    |
| 3     | Nezha Bidouane                 | Marokko        | 53,57    |
| 4     | Daimí Pernía                   | Kuba           | 53,68    |
| 5     | Tetjana Tereschtschuk-Antipowa | Ukraine        | 53,98    |
| 6     | Ionela Târlea                  | Rumänien       | 54,35    |
| 7     | Guðrún Arnardóttir             | Island         | 54,63    |
| 8     | Tasha Danvers                  | Großbritannien | 55,00    |

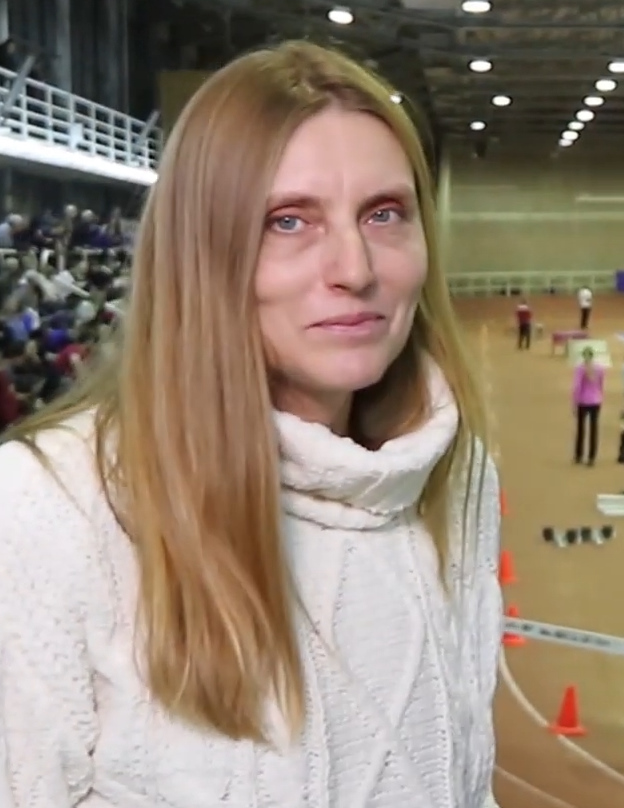
Mit 43 Hundertstelsekunden Vorsprung siegte Irina Priwalowa
(hier im Jahr 2020)

Für das Finale hatten sich acht Athletinnen aus acht Nationen qualifiziert. Als Favoritinnen galten die kubanische Weltmeisterin Daimí Pernía, die jamaikanische Olympiasiegerin von 1996 und WM-Dritte Deon Hemmings sowie die marokkanische Vizeweltmeisterin von 1999 und Weltmeisterin von 1997 Nezha Bidouane. Auch die Silbermedaillengewinnerin von 1996 und WM-Dritte von 1997 Kim Batten aus den USA, gleichzeitig Inhaberin des Weltrekords, trat noch einmal an, hatte jedoch nicht mehr die große Form vergangener Jahre und schied im Halbfinale aus.
Im Finale gingen Hemmings und die Russin Irina Priwalowa, die erst im Frühjahr des Olympiajahres vom 400-Meter-Lauf ohne Hürden auf die lange Hürdenstrecke gewechselt war und hier ihren sechsten Wettkampf absolvierte, in Führung. Beide lieferten sich ein Kopf-an-Kopf-Rennen bis zur siebten Hürde. Doch Priwalowa zeigte großes Stehvermögen und setzte sich entscheidend von der Jamaikanerin ab. Ausgangs der Zielkurve lag die Russin deutlich vorn, dahinter folgten mit Hemmings, Bidouane und Pernía drei Läuferinnen fast gleichauf. Auch die Ukrainerin Tetjana Tereschtschuk-Antipowa war mit knappem Rückstand im Kampf um die Medaillen noch nicht geschlagen. An der Spitze war Irina Priwalowa nicht zu gefährden und gewann mit knapp vier Metern Vorsprung die Goldmedaille. Für Deon Hemmings gab es Silber und zwölf Hundertstelsekunden hinter ihr erreichte die Marokkanerin Nezha Bidouane als Dritte das Ziel. Bidouane konnte die Weltmeisterin Daimí Pernía um elf Hundertstelsekunden auf Distanz halten. Tetjana Tereschtschuk-Antipowa belegte Rang fünf vor der amtierenden Europameisterin Ionela Târlea aus Rumänien.
Irina Priwalowa errang den ersten russischen Olympiasieg in dieser Disziplin.

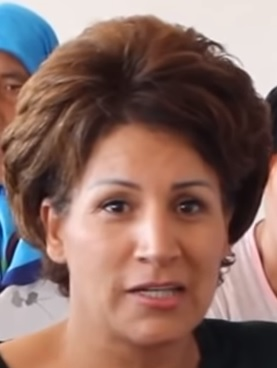
Nezha Bidouane (Foto: 2015) gewann die Bronzemedaille
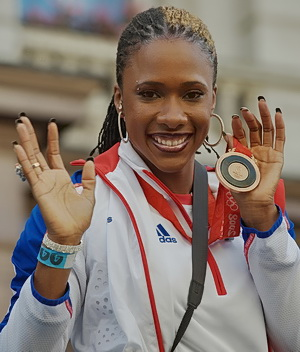
Die achtplatzierte Tasha Danvers

## Video
- Olympic 400 m hurdles (Sydney 2000), youtube.com, abgerufen am